# Rotterdam-Zuid Basketbal
Basketballvereniging Rotterdam-Zuid, beter bekend als RZ, is een Nederlandse basketbalclub uit Rotterdam. 
RZ betrad in 1968 de Eredivisie, waar het tot 1980 verbleef. In de seizoenen 1982/83 en 1983/84 kwam RZ kort terug in de Eredivisie. Ook speelde de club regelmatig Europese wedstrijden. In Ahoy nam RZ het onder andere op tegen Europese grootmachten Maccabi Tel Aviv en Real Madrid. Sporthal Enk was de thuishaven van de club.
In seizoen 1974-75 werd Transol RZ landskampioen.

## Erelijst
Landskampioenschap
- Winnaar (1): 1974-75

NBB-Beker
- Finalist (2): 1972-73, 1974-75

## Bekende spelers
- Jan Loorbach
- Marcel Welch
- Jan Dekker
- Ruud Harrewijn
- Jacky Dinkins
- 🇪🇬 René Vervoorn
- 🇾🇪 John van Eck
- 🇾🇪 Dick Zaanen
- 🇾🇪 Wim de Boom
- 🇾🇪 Marius Jongerius
- 🇺🇸 Lloyd Richardson
- 🇺🇸 Roger Morningstar
- 🇺🇸 Chris Brust
- 🇳🇱 Paul Klaver
- 🇳🇱 Rob Hoek
- 🇳🇱 Wim Weemhof
- 🇳🇱 Virgil Ormskerk
- 🇳🇱 Kees Zoutman
- 🇳🇱 Gerda de Ridder
- 🇳🇱 Jolanda Tokkie
- 🇳🇱 Eugenie Lewis
- 🇳🇱 Petra Weeda
- 🇳🇱 Simone Klaverdijk
- 🇳🇱 Kintor Ouwens
- 🇳🇱 Ferry Steenmetz
- 🇳🇱 Bareld Bruining
- 🇳🇱 Kees Zoutman
- 🇦🇴 Dimitri Maconda
- 🇳🇱 Jelle Esveldt

## Links
- Officiële website